# Scala delle distanze cosmiche
In astronomia, la scala delle distanze cosmiche è l'insieme dei metodi che gli astronomi usano per determinare le distanze degli oggetti. Poiché tali distanze sono enormi, e le osservazioni danno in genere solo dati indiziari, la scala è composta da gradini successivi: ogni gradino è usato per determinare le distanze in quello successivo, e più si risale la scala, più le incertezze si sommano e le distanze affette da errori.
Molti dei passi necessari coinvolgono l'uso di candele standard, cioè oggetti di cui si pensa di conoscere con certezza la luminosità. Confrontando la luminosità propria dell'oggetto con quella apparente, se ne ricava la distanza.
Alla base della scala ci sono le osservazioni radar di Venere, che permettono di determinare la distanza tra la Terra e Venere e, mediante alcuni calcoli geometrici, la grandezza dell'orbita della Terra.
I passi successivi sono:
- la parallasse stellare;
- le variabili Cefeidi;
- i confronti rispetto alla sequenza principale;
- le supernovae di tipo Ia e la relazione di Tully-Fisher;
- lo spostamento verso il rosso (red-shift).

Ognuno di questi intervalli standard  si basa su quello precedente, e gli errori nelle misure vanno sommati via via che si procede lungo la scala. Quindi, le misure ottenute col metodo della parallasse stellare sono altamente affidabili, mentre quelle ottenute attraverso la misura dello spostamento verso il rosso sono estremamente incerte. Per contro, i primi metodi sono utilizzabili solo per le stelle molto vicine, mentre gli ultimi permettono di misurare distanze da una parte all'altra dell'Universo.
Il campo dell'astronomia che si occupa di misurare le distanze celesti si chiama astrometria. Al pari degli altri campi astronomici, il progresso tecnologico ha contribuito enormemente a migliorare l'astrometria. Nello specifico, un miglioramento significa poter utilizzare i metodi più diretti (parallassi e variabili Cefeidi) a distanze sempre maggiori, permettendo una migliore calibrazione dell'intera scala. Il satellite Hipparcos ha dato un grande contributo alla causa dell'astrometria, e la missione Gaia, attualmente in corso, promette di fare ancora di più.